# Dentsu
Dentsu Incorporated (株式会社電通, Kabushiki-gaisha Dentsū) (TYO: 4324) é uma das maiores agências de publicidade do mundo. Sua sede está localizada no Edifício Dentsu na Província de Shiodome em Minato, Tóquio.
As vendas da Dentsu no mercado japonês são mais do que o dobro das de suas competidoras mais próximas, a Hakuhodo e a ADK. O sucesso e domínio da Dentsu no Japão são oriundos das origens da companhia como uma representante de mídia durante o início do século XX. A Dentsu produziu as primeiras propagandas em jornal e os primeiros comerciais de televisão no Japão. Hoje, a Dentsu oferece, independentemente, uma grande diversidade de serviços, desde propaganda comercial e criativa a disciplinas especiais como divulgação esportiva, direitos de entretenimento, conteúdo digital, e uma crescente variedade de serviços de comunicações.
A Dentsu possui uma divisão européia e de comunicações globais, conhecida como Dentsu Digital, sediada em Bruxelas.

## História
A Dentsu foi fundada por Hoshiro Mitsunaga sob o nome Japan Advertising Ltd. e Telegraphic Service Co.. Em 1906, a Telegraphic Service Co. passou a se chamar Japan Telegraphic Communication Co., Ltd.. No ano seguinte, a Japan Advertising Ltd. se uniu com a Japan Telegraphic Communication Co., Ltd. para desenvolver operações de publicidade e comunicações.
Em 1936, a Japan Telegraphic Communication Co., Ltd. vendeu sua divisão de notícias à Doumei News Agency e virou o foco da companhia à publicidade especializada. Em 1946, foram adquiridas 16 companhias para suprir o setor de publicidade da Japan Telegraphic. Naquele mesmo ano, foram estabelecidas bases operacionais em Tóquio, Osaka, Nagoya e Kyushu.
Em 1951, com o advento da transmissão comercial a rádio no Japão, é estabelecida nos escritórios locais da Japan Telegraphic a Divisão de Rádio.
Em 1955, a Japan Telegraphic Communication Co., Ltd. mudou o seu nome para Dentsu.
Em 1995, a Dentsu cria cinco subsidiárias domésticas regionais e uma na América Latina, tendo como responsável Alessandra Zanin.
A Dentsu passou a ser parte da Bolsa de Valores de Tóquio em 2001.

## Edifício Dentsu

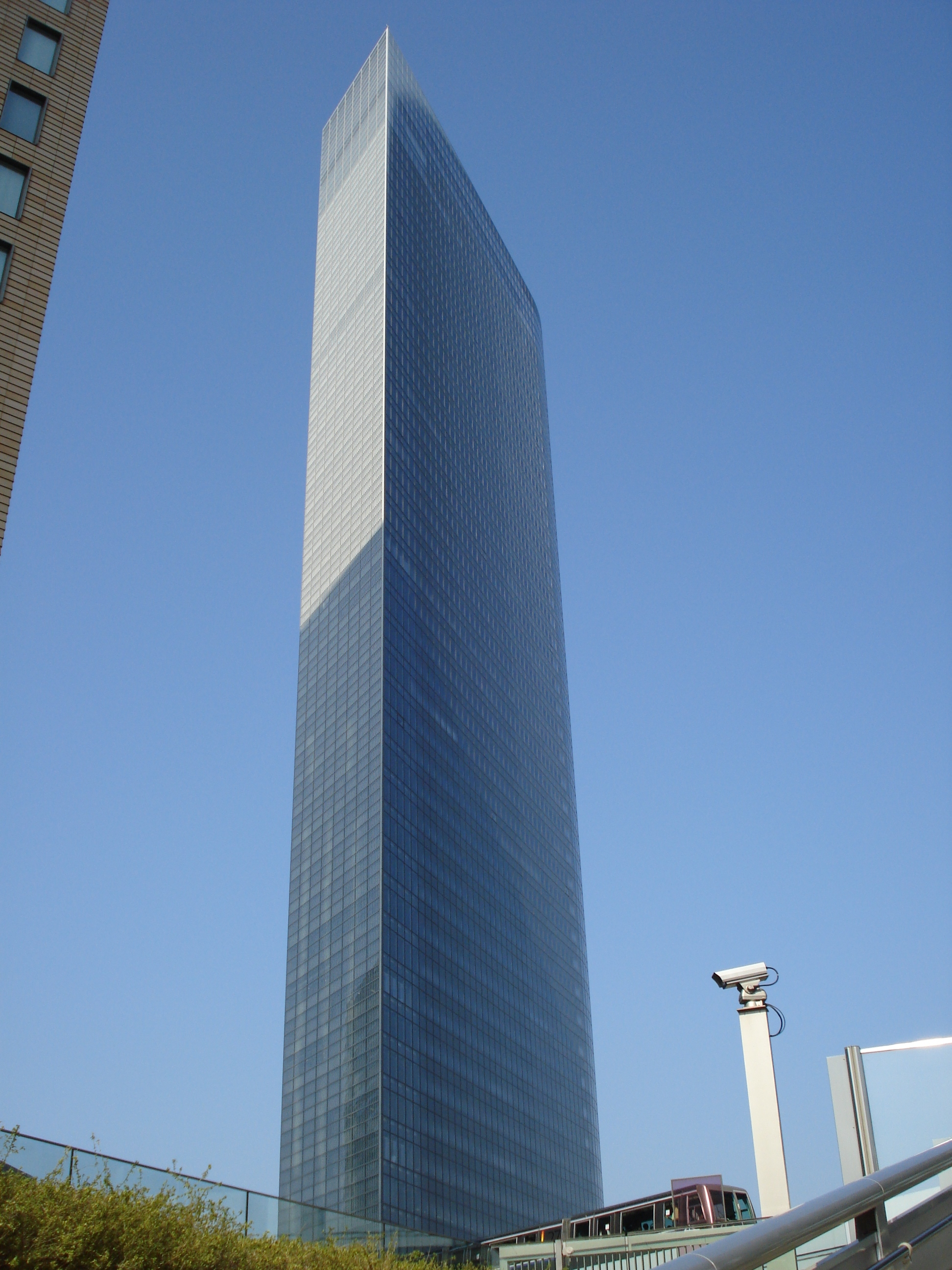
Edifício Dentsu em Shiodome, Tóquio.

O Edifício Dentsu é um prédio localizado em Shiodome, Minato, Tóquio, que abriga os escritórios corporativos da companhia. Com 48 andares que se erguem em um edifício de 213.34 m (700 pés), o prédio é a 11ª maior construção de Tóquio. O prédio foi projetado por Jean Nouvel, arquiteto francês, e sua construção foi concluída em 2002. Ele foi construído no local da primeira estação de trem de Tóquio, e situa-se ao lado dos Jardins Hamarikyu, que eram anteriormente um local de repouso de um xogum.